# Fédération des entreprises du recyclage, du réemploi et de l’économie circulaire
La Fédération des entreprises du Recyclage, du Réemploi et de l’Économie Circulaire, également plus connue sous son acronyme FEDERREC  ou Federrec a été créée en 1945 et représente 1 200 entreprises du domaine de la collecte, du tri, de la valorisation matière des déchets industriels et ménagers ou du négoce/courtage de matières premières de recyclage.

## Présentation et structuration
Les entreprises représentées sont des multinationales, des ETI ou des PME, réparties sur l'ensemble du territoire français. La Federrec est régie par le Livre IV, Titre 1er du Code du travail. La fédération est structurée en 8 syndicats régionaux : Région parisienne, Ouest, Nouvelle Aquitaine, Occitanie, Sud-Méditerranée, Centre et Sud-Est, Est et Hauts-de-France, et organisée nationalement autour de 12 filières : 
- BTP, déconstruction automobile
- déchets d'équipements électriques et électroniques
- métal (Métaux ferreux)
- métaux non ferreux
- palettes et bois
- papiers-cartons
- plastiques
- solvants
- textiles
- Valordec (combustibles solide de récupération), verre[3],[4].

La FEDERREC regroupe les principaux acteurs du recyclage en France tels que :
- Les entreprises nationales : Derichebourg, Veolia, Suez, Paprec
- Les ETI tels que Baudelet, Passenaud, Galloo, Guyot
- Les petites entreprises locales

## Prise de position
La Federrec estime en juillet 2019 que la mise en place du système de la consigne est une « fausse bonne idée », qui risquerait de capter une partie du flux de déchets des sites de traitement existants en 2019,,.
La Federrec prend position en 2025 contre l'interdiction d’exportation des matières premières de recyclage mais propose au contraire une surveillance des importations de fonte solide, de DRI et de demi produits fabriqués à partir de minerais

## Lobbying
En France
Federrec déclare à la Haute Autorité pour la transparence de la vie publique exercer des activités de lobbying en France pour un montant qui n'excède pas 200 000 euros sur l'année 2018.
Auprès des institutions de l'Union européenne
Federrec est inscrit depuis 2008 au registre de transparence des représentants d'intérêts auprès de la Commission européenne, et déclare en 2017 pour cette activité des dépenses annuelles d'un montant compris entre 25 000 et 50 000 euros.